# Herbert Besser
Hermann Philipp Konrad Friedrich Herbert Besser (geboren am 27. Mai 1882 in Magdeburg; gest. am 15. Mai 1939 in Berlin-Friedrichshagen) war ein preußischer Verwaltungsjurist und 1916 vertretungsweise Landrat des Landkreises Ottweiler.

## Leben
Der Protestant Herbert Besser war der Sohn der in Weimar gestorbenen Eheleute Conrad Besser und Charlotte Besser, geb. Bennecke. Mit Beendigung seiner schulischen Ausbildung studierte Besser Rechtswissenschaften. Nach Ablegung des zweiten Staatsexamens zum Regierungsassessor ernannt, fand er zunächst Einsatz in Breslau und Glatz. Nach der Umsetzung von Carl von Halfern nach Saarbrücken im Juni 1916 versah er dessen bisherige Amtsgeschäfte als Landrat des Kreises Ottweiler bis zur Wiederbesetzung der Stelle durch Waldemar Moritz im Oktober 1916 vertretungsweise. Anschließend kehrte er nach Breslau zurück. Dort in der Folge zum Regierungsrat ernannt, war Besser zuletzt am Oberverwaltungsgericht in Berlin tätig. Als Regierungsrat im Ruhestand und Verwaltungsrechtsrat wurde Besser am 15. Mai 1939 gegen 14:08 Uhr tot in seiner Wohnung in Berlin-Friedrichshagen aufgefunden, nachdem er sich zuvor selbst erschoss.

## Familie
Besser heiratete am 2. Januar 1932 in Berlin-Schöneberg Josefine Wilhelmine Kalmar (geboren am 16. April 1898 in Wien als Mitglied der israelitischen Kultusgemeinde). Die Ehe wurde am 12. Juni 1937 vor dem Landgericht Berlin geschieden. Zum Zeitpunkt des Freitodes von Herbert Besser war der Aufenthaltsort von dessen geschiedener Frau Josefione Besser, geb. Kalmar unbekannt.